# Fynd (diagnostik)
Fynd, tecken eller undersökningsfynd är de tecken på sjukdom, skada eller avvikelse som kan observeras av till exempel läkare vid kroppslig undersökning, med eller utan hjälp av teknisk apparatur.
Fynd bildar tillsammans med (subjektiva) symtom basen för medicinsk diagnostik. Fynd kan också vara normala och talar då emot vissa sjukdomar.

## Exempel
Blåsljud (från hjärtklaffar eller förträngningar i blodkärl), avvikelser i röntgenbilder eller EKG, psykomotorisk oro (patient som är "plockig", har svårt sitta still - ses vid vissa psykiatriska tillstånd), avvikande mätvärde vid olika blodprover, högt blodtryck.